# 比肯 (纽约州)
比肯（英語：Beacon）是美国纽约州达奇斯县的一座城市，地处达奇斯县西南部，奥尔巴尼以南90英里、纽约市以北60英里处。2010年美国人口普查时，该市有15541人。其名称直译为“灯塔”，以此来纪念历史上位于菲什基尔（Fishkill）山顶、向大陆军警示英军动向的灯塔。